# Jaskinia Strzelista
Jaskinia Strzelista – jaskinia w Dolinie Małej Łąki w Tatrach Zachodnich. Wejście do niej znajduje się w północnej ścianie Wielkiej Turni, w pobliżu Kominu Flacha, Jaskini pod Strzelistą i Jaskini Ciasnej w Groniu, powyżej Awenu z Korkiem Śnieżnym, na wysokości 1701 metrów n.p.m. Długość jaskini wynosi 83 metry, a jej deniwelacja 18 metrów.

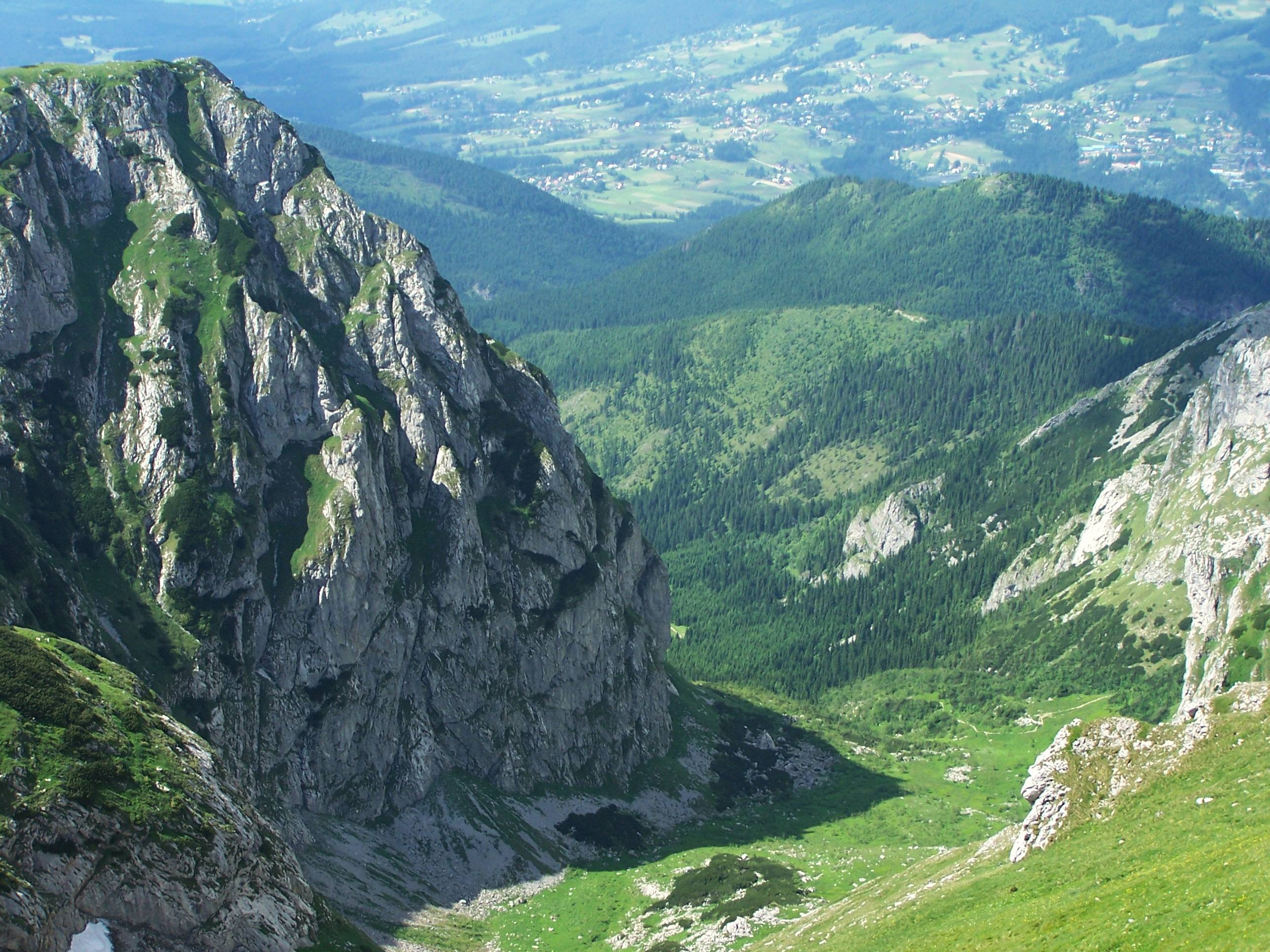
Wielka Turnia

## Opis jaskini
Jaskinia charakteryzuje się dużymi salami, z których największa jest Sala Strzelista o strzelistym, szczelinowym stropie (18 metrów długości, 2,5 do 6 metrów szerokości i do 18 metrów wysokości). Od tej sali wzięła się nazwa jaskini. Z wielkiego otworu wejściowego dochodzi się do niej przez Komorę Zaruskiego (9 metrów długości, 5 metrów szerokości i około 7 metrów wysokości) skąd odchodzą dwa ciągi. Jeden, zaczynający się w zachodniej części komory, kończy się małą salką, drugi prowadzi w górę przez próg do Sali z Oberwanym Stropem (6 metrów długości, 6 metrów szerokości i około 5 metrów wysokości). Stąd przez niewielką salkę i przełaz dochodzi się do Sali Strzelistej. Odchodzą z niej:
- idący górą korytarz łączący się z kominem w Sali z Oberwanym Stropem.
- dwa krótkie korytarzyki.
- kończący się ślepo 16-metrowy komin.
- szczelina mająca prawdopodobnie połączenie z Jaskinią pod Strzelistą[2].

## Przyroda.
W jaskini brak jest nacieków. Ściany są mokre, w Sali Strzelistej przez większą część roku leży śnieg. 
Porosty, glony i mchy rosną w znajdującej się przy otworze Komorze Zaruskiego.Jaskinię zamieszkują nietoperze.

## Historia odkryć
Bardzo duży otwór jaskini znany był od dawna. W Komorze Zaruskiego jako pierwszy był Mariusz Zaruski w 1912 roku podczas jednej z akcji TOPR. Napisał wtedy: Kilkanaście metrów poniżej i w prawo od komina [Flacha] znajduje się grota około sześciu metrów wysokości, długości i szerokości. Pieczara ta w południowo-zachodniej swej części posiada około 3 m wysokości terasę, jak gdyby drugą, wyżnią komorę, równie jak i niżnia niewielkich wymiarów. 
8 lipca 1959 roku grotołazi z Zakopanego W. Habil, M. Kruczek i S. Wójcik dotarli do Sali Strzelistej i zbadali całą jaskinię. Nadali wtedy jej nazwę.